# Uberto Guasco
Uberto Guasco, signore di Alice (... – Milano, 1291), è stato un nobile, condottiero e politico italiano, membro dell'antica famiglia alessandrina dei Guasco, appartenente al ramo dei Signori di Alice.

## Biografia
Uberto Guasco nacque da Ruffino, podestà di Torino e Pinerolo tra il 1228 e il 1232, di Vercelli nel 1234, e successivamente di Bologna nel 1237. Noto come "primo degli alessandrini", fu uno dei più valorosi capitani e cittadino nell'Alessandria del XIII secolo. Fu signore di Alice e componente del Consiglio di Alessandria.
Il 31 marzo 1266, insieme ad Anselmo, Guglielmo, Giacomo e Paperino, tutti membri della famiglia Guasco, svolse un ruolo chiave nella conciliazione delle fazioni guelfa e ghibellina di Alessandria. La fazione guelfa era guidata dai Guasco stessi, mentre quella ghibellina era guidata dai Lanzavecchia.
Nel 1273, gli astigiani, alleati con il marchese Guglielmo VII del Monferrato, invasero il territorio di Alessandria. L'atto di aggressione avvenne improvvisamente e senza rispetto per gli accordi, furono commessi atti vergognosi seminando disordine e scompiglio. L'anno successivo, stanchi del dominio di Guglielmo, i cittadini di Alessandria si ribellarono coraggiosamente, prendendo le armi. Affidarono il comando a Uberto, uomo esperto, rispettato e amato da tutta la popolazione. Uberto condusse un'audace incursione nel territorio nemico, saccheggiando e razziando tutto ciò che trovò, prima di tornare ad Alessandria come vincitore. Portò con sé numerosi prigionieri e un immenso bottino.
Ma la più illustre impresa di Uberto fu la sua spedizione del 1290 contro lo stesso marchese Guglielmo. Lo sconfisse completamente tra Castelletto e San Salvatore in una battaglia che fu iniziata con grande ardore da entrambi gli eserciti. Dopo una valorosa lotta, il marchese si vide costretto ad un tentativo di fuga ma Uberto lo inseguì e lo catturò il 10 settembre 1290. Il marchese fu imprigionato e morì miseramente il 6 febbraio 1292, consumato dalla rabbia e dal dolore.
Questo episodio è stato immortalato dal pittore Massimo d'Azeglio, che donò il dipinto all'amico Carlo Guasco, marchese di Castelletto. In seguito la tela divenne di proprietà della figlia Leopoldina, marchesa di Romagnano. Una fedele copia del dipinto, realizzata dal conte Rodolfo Curbis, si trova presso il palazzo Guasco di Alessandria e fu di proprietà del marchese Guasco di Bisio, autore della genealogia familiare.
In riconoscimento del suo successo, Uberto Guasco fu nominato podestà di Milano durante una dieta tenutasi a Milano nel mese di novembre dello stesso anno. Questa nomina avvenne con il consenso di Matteo Visconti e dei rappresentanti delle città confederate. In precedenza, nel 1250, Uberto aveva ricoperto la carica di podestà a Novara.
Uberto morì nel 1291, mentre amministrava la podesteria di Milano.
Il suo corpo fu portato solennemente ad Alessandria e sepolto, a spese del pubblico erario, sotto il chiostro del convento dei padri Domenicani di san Marco. In sua memoria, venne collocata una lapide raffigurante la sua immagine a cavallo con un bastone, simbolo del suo ruolo di generale, e l'iscrizione:

Albertus Guascus de Alice

Magnus Magister Militum.
Al termine della sua vita, Uberto Guasco ottenne dagli alessandrini il più prestigioso dei titoli che un cittadino potesse ambire, quello di Pater Patriæ.

## Matrimonio e discendenza
Nulla si conosce della sposa di Uberto, il quale ebbe discendenza:
- Giovanni (*? †ante 21.I.1369). Signore di Castel San Giorgio, detto Castello de' Guaschi. Membro del Consiglio di Alessandria tra il 1325 e il 1350, sposa Angela Spinola di San Luca (*? †?), figlia di Ingone di Lanfranco podestà di Savona;
- Ruffino (fl. 1300). Membro del Consiglio di Alessandria, fu giureconsulto di spicco e competente nel campo militare. Nel 1290 dimostrò il suo coraggio combattendo sotto il comando di suo padre contro il marchese di Monferrato. Venne nominato podestà di Piacenza nel 1293 e poi di Tortona nel 1300;
- Giacomo (fl. 1310). Canonico della Chiesa di Alessandria, fu teste dell'atto del 5 novembre 1310, in cui Bertolino Dal Pozzo, arcidiacono della stessa Chiesa, donò la chiesa di San Bartolomeo, da lui costruita, all'Ordine Mortariense;
- Antonio (fl. 1347). Il 12 marzo 1347 succedette a suo cugino Oddone nell'arcidiaconato della cattedrale di San Pietro di Alessandria. Durante una riunione del Consiglio Generale della città, alla presenza del vicario generale dei Giovanni Visconti, arcivescovo di Milano, emanò un decreto che stabiliva che tutti gli abitanti di Alessandria fossero sottoposti all'autorità della Chiesa maggiore: «Quod omnes habitantes in civitate Alexandriæ sint sub potestate ecclesiæ majoris Alexandriæ, dummodo non sint de civibus antiquis, habentes domos in dicta civitate; & si venerit tempus opportunum, quod ement domum, infra annum emptionis possint, & valeant se elegisse domicilium, & sepulturam in dicta civitate, ubi eis videbitur, & secundum devotionem ipsorum habitatorum.»[6];
- Raffaele (fl. 1351). Podestà di Chieri nel 1351.

### Storia, annalistica
- Giorgio Giulini (a cura di), Memorie della città e della campagna di Milano ne' secoli bassi, vol. 9, Milano, Giambattista Bianchi, 1760. URL consultato il 19 maggio 2023.
- Giuseppe Antonio Chenna, Del Vescovato de' Vescovi e delle Chiese della Città e Diocesi d'Alessandria, Alessandria, Ignazio Vimercati Stampatore, 1786. URL consultato il 20 gennaio 2022.
- Guglielmo Schiavina, Annali di Alessandria., a cura di Carlo A-Valle, Alessandria, Barnabè e Borsalino, 1861. URL consultato il 19 maggio 2023.
- Comune di Torino (a cura di), Mostra dei dipinti di Massimo d'Azeglio. Catalogo, Torino, Eredi Botta, 1866. URL consultato il 19 maggio 2023.
- Francesco Guasco di Bisio, Famiglia Guasco di Alessandria, in Tavole genealogiche di famiglie nobili alessandrine e monferrine dal secolo IX al XX, vol. 1, Casale, Tipografia Cooperativa Bellatore, Bosco & C., 1924.

### Risorse in rete
- Alberto Gamaleri Calleri Gamondi, Un’antica famiglia alessandrina: i Guasco (PDF), in Sul Tutto - Periodico della Società Italiana di Studi Araldici, vol. 18, n. 32, Torino, Società Italiana di Studi Araldici, dicembre 2012. URL consultato il 19 maggio 2023.